# Whale Island, England
Whale Island är en ö i Storbritannien.   Den ligger i kommunen City of Portsmouth och riksdelen England, i den södra delen av landet, 100 km sydväst om huvudstaden London.